# 香西成資
香西 成資（こうざい しげすけ、寛永9年〈1632年〉1月25日 – 享保6年〈1721年〉閏7月22日）は、江戸時代前期から中期にかけての兵法家、歴史家。甲州流軍学を学び筑前黒田家に仕える。また、四国（南海道）の中世史を記した『南海治乱記』『南海通記』の著作でも知られる。

## 生涯
寛永9年（1632年）、讃岐国香川郡佐料邑（現在の香川県高松市鬼無町佐料）にて植松吉兵衛時陰（時信）の子として誕生。幼名は太郎八、のちに藤助。長じて武兵衛（『香西記』では庄左衛門）興資と名乗った。筑前福岡に移住してから祖先である豪族・香西元綱（香西氏）の家名を再興し、香西庄兵衛成資と名乗る（のちに庄左衛門）。なお、父の墓は香川県高松市鬼無町佐料に現存している。
慶安2年（1649年）より兵学者小早川能久、さらに江戸に上り能久の師・小幡景憲に甲州流軍学を学ぶ。万治2年（1659年）、28歳で免許を得て一時讃岐に帰り、寛文年中に32歳で筑前へ移る。
天和2年（1682年）より筑前黒田家に兵法指南として仕える。福岡城南の地平尾山下に7200坪（約23,760平方メートル）の土地を与えられ、演武堂・兵祖廟を建て門下生を教えた（のちに子の香西資始が隣接地8600坪を得て全体を「軍神山」と位置づけた）。官職を辞した後は本立軒常山と号する。
また著書も多く、甲州流軍学を記した『甲越戦争記』『甲源武鑑単騎』『武田兵術文稿』や、2人の師に学んだことを振り返った『小幡小早川両師伝』（享保2年〈1717年〉）、出身地讃岐を含む四国（南海道）の中世史を記した『南海治乱記』(寛文3年〈1663年〉)『南海通記』(享保3年〈1718年〉)がある。
享保6年（1721年）、福岡城南の薬院の自宅で90歳で没する。
長崎海軍伝習所に学んだ香西少輔は後裔。

## 著書
- 『甲越戦争記』[15]
- 『甲源武鑑単騎』
- 『甲源武鑑陣法』[15]
- 『武田兵法全書』[15]
- 『陣説精要』[15]
- 『三品正傳』[15]
- 『武田兵術文稿』
- 『兵統正傳』[15]
- 『小幡小早川両師伝』
- 『南海治乱記』
- 『南海通記』